# Minar-e-Pakistan

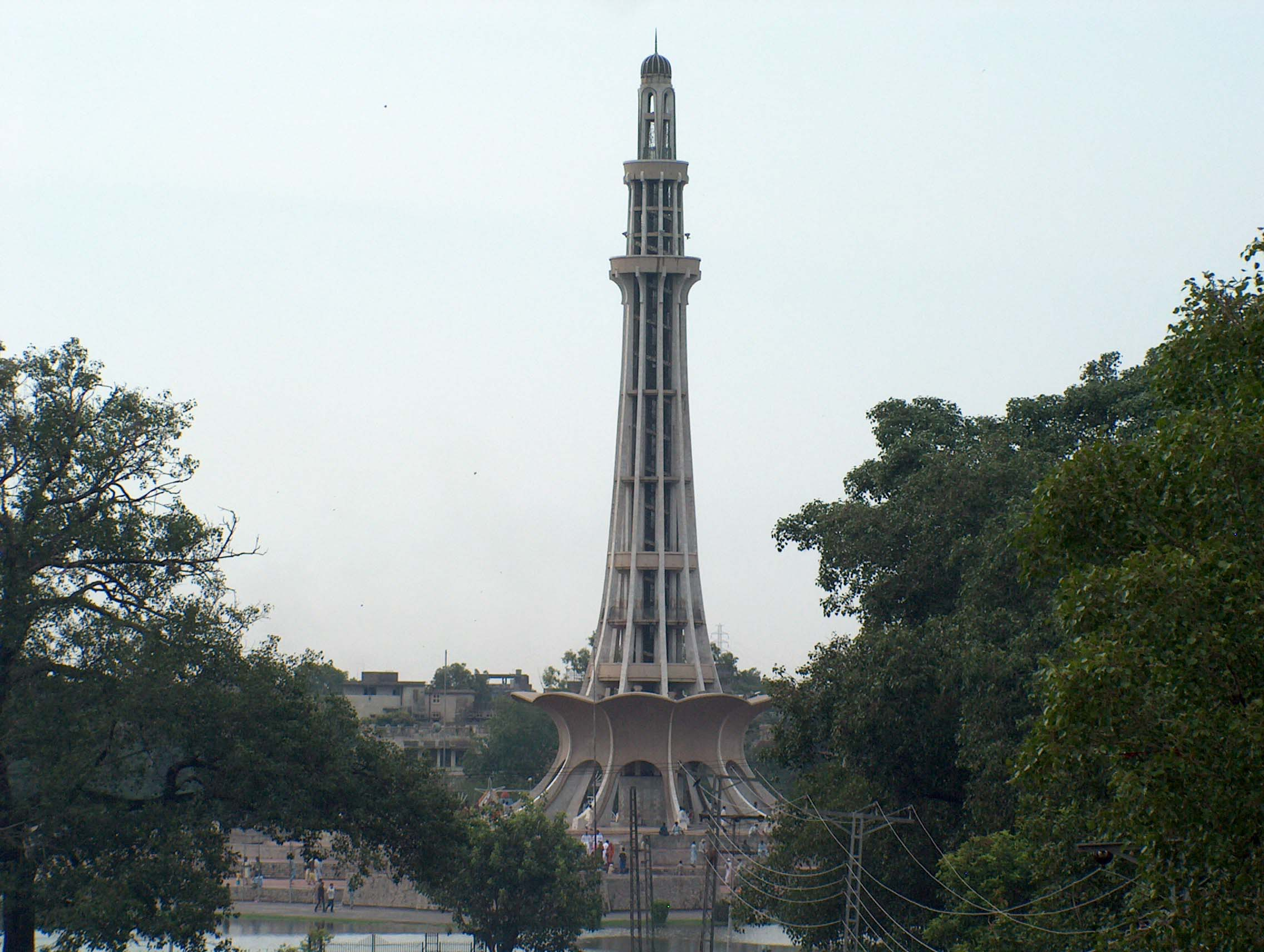
De Minar-e-Pakistan in Lahore

De Minar-e-Pakistan is een grote minaret in Iqbal Park in Lahore, Pakistan. De minaret is gebouwd als herdenkingsmonument voor de opstelling van de Pakistanresolutie. Deze resolutie werd in maart 1940 opgesteld tijdens een conferentie van de Moslimliga. Daarin werd voor het eerst de wens uitgesproken voor een onafhankelijke moslimstaat. Op dat moment maakte Pakistan nog deel uit van Brits-Indië. De conferentie had plaats op de plek waar nu de minaret staat.
De toren werd ontworpen door Murat Khan, een Pakistaanse architect met Russische wortels, en gebouwd door Abdur Rahman Khan Niazi. De herdenkingssteen werd gelegd op 23 maart 1960. De bouw begon op hetzelfde moment. Het kostte acht jaar op toren te bouwen. De geschatte kosten zijn 7,5 miljoen roepie. Het geld werd verzameld door een extra belastingheffing op de bioscoop- en paardracetickets. De top van de toren biedt een mooi uitzicht. De bovenste verdieping kan bereikt worden met de trap en met een lift. In het park naast de toren staan verschillende fonteinen en er ligt een kunstmatig meer. De locatie trekt bezoekers uit geheel Pakistan. Het park rond de minaret wordt regelmatig gebruikt voor grote politieke en publieke bijeenkomsten.
De minaret weerspiegelt zowel voor een deel de moderne architectuur als de Mogol-architectuur. De minaret is gebouwd op zuilen. De onderste verdieping ligt ongeveer 8 meter boven de grond. De lengte van de minaret zelf is 60 meter, de top van de toren ligt op 72 meter. De diameter van de toren is 9,75 meter. De basis van de toren heeft de vorm van een vijfpuntige ster en is omringd door twee vijvers, elk in de vorm van een halve maan. Het gebouw heeft vier verdiepingen. De eerste verdieping is gebouwd met onbewerkte Taxila-stenen. Dit symboliseert de strijd om vrijheid. De twee verdieping is gebouwd met een door hamer bewerkte stenen. Voor de derde verdieping zijn stenen gebruikt die met een beitel bewerkt zijn. De vierde verdieping is gemaakt van wit marmer. Daarmee wordt het succes van het streven naar een onafhankelijk Pakistan gesymboliseerd.
Beneden aan de voet van de toren staan een inscriptie op tien marmeren platen. Deze bevat de tekst van de Pakistanresolutie en de Delhiresolutie in het Urdu, Bengaals en het Engels. Ook staan er Koranteksten, de 99 namen van Allah, delen van de speeches van Mohammed Ali Jinnah en een paar dichtregels van Mohammed Iqbal op.
Door de toegenomen verkeersdrukte rondom de locatie van het monument is er veel luchtvervuiling. De effecten daarvan zijn vooral zichtbaar op het witte marmer.